# Kiseki no umi
Kiseki no umi (奇跡の海?) è un brano musicale di Maaya Sakamoto, pubblicato come suo quarto singolo il 22 aprile 1998. Kiseki no umi è stato utilizzato come sigla di apertura dell'anime Record of Lodoss War: La saga dei cavalieri. Benché il singolo non sia andato oltre la quarantatreesima posizione della classifica Oricon, con 66 340 copie vendute, Kiseki no umi è stato a lungo il singolo di maggior successo di Maaya Sakamoto, sino alla pubblicazione di Triangler nel 2008.

## Tracce
1. Kiseki no Umi (奇跡の海?) - 4:21
2. Active heart - 4:18
3. Kiseki no umi (strumentale) (奇跡の海 (オリジナル・カラオケ)?) - 4:21
4. Active heart (strumentale) - 4:15

## Classifiche
| Classifica (1996)                        | Posizione più alta |
| ---------------------------------------- | ------------------ |
| Giappone (Classifica settimanale Oricon) | 43                 |